# ISO 3166-2:NC
ISO 3166-2:NC — стандарт Международной организации по стандартизации, который определяет геокоды. Является подмножеством стандарта ISO 3166-2, относящимся к Новой Каледонии. Стандарт охватывает острова Новой Каледонии. Каждый геокод состоит из: кода Alpha2 по стандарту ISO 3166-1 для островов Новой Каледонии — NC. Одновременно Новой Каледонии присвоен геокод второго уровня  — FR-NC как заморскому административно-территориальному образованию Франции с особым статусом. Геокод являются подмножеством кода домена верхнего уровня — NC, присвоенного Новой Каледонии в соответствии со стандартами ISO 3166-1.

## Геокоды административно-территориальное деление Новой Каледонии
| Название        | Alpha2 | Alpha3 | цифровой | Геокод по ISO 3166-2 | Статус                                                        |
| --------------- | ------ | ------ | -------- | -------------------- | ------------------------------------------------------------- |
| Новая Каледония | NC     | NCL    | 540      | FR-NC                | административно-территориальное образование с особым статусом |

## Геокоды пограничных Новой Каледонии государств
- Вануату — ISO 3166-2:VU (на севере (морская граница)).
- Австралия — ISO 3166-2:AU (на юго-западе (морская граница)).
- Фиджи — ISO 3166-2:FJ (на юго-восток (морская граница)).